# Karl Adolf Schwabe
Karl Adolf Schwabe (* 30. September 1909 in Grün; † 4. April 1990 in Leichlingen (Rheinland)) war ein deutscher Politiker (NSDAP).

## Leben
Nach dem Schulbesuch arbeitete Schwabe als Färber, später als Färbermeister in Leichlingen. Politisch betätigte er sich seit den späten 1920er Jahren in der NSDAP, für die er sich unter anderem an der Gründung der Ortsgruppe Leichlingen beteiligte. In den Jahren 1935 bis 1945 leitete Schwabe diese Ortsgruppe. Von Januar bis Oktober 1935 amtierte er zudem als Ratsherr der Stadt Leichlingen.
Am 22. Juli 1944 zog Schwabe im Nachrückverfahren für den ausgeschiedenen Abgeordneten Rudolf Feick in den nationalsozialistischen Reichstag ein, dem er bis zum Ende der NS-Herrschaft im Mai 1945 als Vertreter für den Wahlkreis 22 angehörte.
Nach 1945 trat Schwabe politisch nicht mehr hervor.